# Pajovë
Pajovë es una localidad albanesa del condado de Elbasan. Se encuentra situada en el centro del país y desde 2015 está constituida como una unidad administrativa del municipio de Peqin. A finales de 2011, el territorio de la actual unidad administrativa tenía 6626 habitantes.
La unidad administrativa incluye los pueblos de Pajovë, Gryksh i Madh, Bishqem, Paulesh, Bishqem Fushë, Leqit, Lazaren, Haspiraj, Hasnjok, Cengelaj, Garunje e Papërit y Cacabeze.
Se ubica sobre la carretera SH7, unos 5 km al este de la capital municipal Peqin.